# John R. Brooke
Pour les articles homonymes, voir Brooke.
John Rutter Brooke (21 juillet 1838 – 5 septembre 1926) est un officier de la Union Army durant la guerre de Sécession puis de la United States Army. Il participe à la guerre hispano-américaine de 1898 et sert comme gouverneur militaire de Porto Rico en 1898 puis de Cuba en 1899.

## Biographie
John Rutter Brooke est né le 21 juillet 1838 dans le comté de Montgomery en Pennsylvanie.
Au déclenchement de la guerre de Sécession en avril 1861, il intègre l'armée de l'Union en tant que capitaine au sein du 4e régiment d'infanterie de Pennsylvanie (en) avant d'être nommé colonel du 53e régiment d'infanterie de Pennsylvanie (en) en novembre de la même année. Il participe à la campagne de la Péninsule puis prend le commandement de la 4e brigade de la 2e division du IIe corps avec laquelle il prend part aux batailles de Chancellorsville et de Gettysburg au cours de laquelle il est blessé. Brooke participe ensuite à l'Overland Campaign en 1864 et est sérieusement blessé lors de la bataille de Cold Harbor.
Après la guerre, il intègre l'armée régulière avec le grade de lieutenant-colonel dans le 37e régiment d'infanterie (en) avant d'être promu colonel en 1879, brigadier en 1888 et major général en 1897.
Durant la guerre hispano-américaine, Brooke participe à la campagne de Porto Rico (en) conduite par le général Nelson A. Miles et devient gouverneur militaire de Porto Rico puis de Cuba après leur évacuation par les Espagnols. Il prend ensuite le commandement du département de l'Est avant de se retirer de la vie militaire le 21 juillet 1902, ayant atteint l'âge limite de 64 ans.
Il meurt à Philadelphie le 5 septembre 1926 et est inhumé au cimetière national d'Arlington.